# سد در بندهش
سد در بندهش یا صد در بندهش نام کتابی است در حدود ۲۲۰۰۰ کلمه در تعالیم و شعائر و مناسک و شایست و ناشایست‌های دینی زرتشتی و برخی باورهای عامیانه که ریشه در معتقدات دینی دارد. این کتاب به صد بخش تقسیم شده و هر بخش موضوعی و مشتمل بر چند بند و گاه چند عبارت است. این کتاب در سال ۱۹۰۹ میلادی همراه با کتاب مشابه دیگری به نام سد در نثر توسط جیوانجی جمشید جی مودی در بمبئی چاپ شد.
آغاز سد در بندهش چنین است: «این دفتر شایست ناشایست که بر مردمان فریضه باشد تا برخوانند نیک از بد بدانند آنچه در دین به مازدیسنان ایزد تعالی فرموده شرط خویش به جا می‌آورند تا فردا پشیمانی نباشد.» در وجه تسمیهٔ صد آورده‌اند که بنابه اعتقاد پیروان آیین زرتشتی این کتاب چون شهری با صد دروازه است که چون بهدینی یکی از دروازه‌ها را بیابد، از گناه خواهد رست و به بهشت خواهد رسید.